# ميغ كريستيان
ميغ كريستيان (بالإنجليزية: Meg Christian)‏ هي مغنية أمريكية، ولدت في 1946 في لينشبرغ في الولايات المتحدة.

## وصلات خارجية
- ميغ كريستيان على موقع ميوزك برينز (الإنجليزية)
- ميغ كريستيان على موقع أول ميوزيك (الإنجليزية)
- ميغ كريستيان على موقع ديسكوغز (الإنجليزية)